# Beアップル2時!
『Beアップル2時!』（ビーアップルにじ）は、読売テレビで1992年10月5日から1993年4月2日まで放送されていた情報番組である。読売テレビ第3スタジオからの放送。

## 概要
1979年4月から13年半にわたって放送された『2時のワイドショー』の後継番組で、引き続き主婦をターゲットにした内容で放送。月曜日から木曜日までの司会は円広志が、金曜日の司会は田中康夫が務めていた。
前期のオープニングテーマはカーペンターズの「バック・イン・マイ・ライフ」で、この曲が流れている間は出演者のテロップと絵を描くシーンも流された。
放送開始3か月後の1993年1月にはオープニングタイトル（りんごの形をしたもの）・音楽・企画などの大幅な変更を行うとともに、月曜日のレギュラー出演者にやしきたかじんを加えるなどのテコ入れも行ったが、番組は同年4月2日放送分をもって終了した。
これにより、日テレ系の昼のワイドショーは14・15時台を統合した日本テレビ・読売テレビ共同制作の『ザ・ワイド』へ移行するのだが、当初は読売テレビ制作のパートについてはこのサロントーク型の形式を踏襲していた。しかし阪神・淡路大震災やオウム真理教事件などの影響で日テレ制作パートの時間に重きが置かれ、自然消滅（ただし、晩期は読売テレビが主導となって制作するが、キーステーションは事実上日テレが継続）となり、『情報ライブ ミヤネ屋』が本格的な全国ネットを展開する2007年（放送そのものは2006年開始）まで、読売テレビ制作のワイドショーは事実上途絶える形となる。
同局製作の番組『EXテレビ』の「クイズ1人しか言いませんでした！」のコーナーで円がゲスト出演した際に、司会の島田紳助が円に「賞金がマイナスになったら『Beアップル』差し押さえるよ、ホンマ」と言うやり取りがあった。しかしこの時点では番組は既に終了しており、円が「もう終わったわ…」と小さく吐き捨てるように返すのがやっとだった。

## 出演者

### 月 - 木曜日
- 円広志[1]、宇江佐りえ[1]、新藤栄作[1]（1992年10月 - 1992年12月）
- 円広志、永井由起子（1993年1月 - 1993年3月、それぞれ『ザ・ワイド』も続投）

### 金曜日
- 田中康夫[1]、沼田真理子[1]（それぞれ放送開始から終了まで出演）

## 番組ネット局
秋田放送は番組開始と同時にテレビ朝日系12時台番組の遅れネットから切り替え、本番組から日本テレビ系午後の生番組のネット局に加わった。なお、山形放送がネット参加するのは、後継番組の『ザ・ワイド』からである。
系列は放送当時のものを記載。
| 放送対象地域   | 放送局                   | 系列                          | 備考   |
| -------------- | ------------------------ | ----------------------------- | ------ |
| 近畿広域圏     | よみうりテレビ (ytv)     | 日本テレビ系列                | 製作局 |
| 関東広域圏     | 日本テレビ (NTV)         | 日本テレビ系列                |        |
| 青森県         | 青森放送 (RAB)           | 日本テレビ系列                |        |
| 岩手県         | テレビ岩手 (TVI)         | 日本テレビ系列                |        |
| 宮城県         | ミヤギテレビ (MMT)       | 日本テレビ系列                |        |
| 秋田県         | 秋田放送 (ABS)           | 日本テレビ系列                |        |
| 福島県         | 福島中央テレビ (FCT)     | 日本テレビ系列                |        |
| 山梨県         | 山梨放送 (YBS)           | 日本テレビ系列                |        |
| 新潟県         | テレビ新潟 (TeNY)        | 日本テレビ系列                |        |
| 長野県         | テレビ信州 (TSB)         | 日本テレビ系列                |        |
| 静岡県         | 静岡第一テレビ (SDT)     | 日本テレビ系列                |        |
| 石川県         | テレビ金沢 (KTK)         | 日本テレビ系列                |        |
| 福井県         | 福井放送 (FBC)           | 日本テレビ系列 テレビ朝日系列 |        |
| 中京広域圏     | 中京テレビ (CTV)         | 日本テレビ系列                |        |
| 鳥取県・島根県 | 日本海テレビ (NKT)       | 日本テレビ系列                |        |
| 広島県         | 広島テレビ (HTV)         | 日本テレビ系列                |        |
| 香川県・岡山県 | 西日本放送 (RNC)         | 日本テレビ系列                |        |
| 福岡県         | 福岡放送 (FBS)           | 日本テレビ系列                |        |
| 長崎県         | 長崎国際テレビ (NIB)     | 日本テレビ系列                |        |
| 熊本県         | くまもと県民テレビ (KKT) | 日本テレビ系列                |        |